# العلاقات الأوزبكستانية الغرينادية
العلاقات الأوزبكستانية الغرينادية هي العلاقات الثنائية التي تجمع بين أوزبكستان وغرينادا.

## مقارنة بين البلدين
هذه مقارنة عامة ومرجعية للدولتين:
| وجه المقارنة                                              | أوزبكستان       | غرينادا                                         |
| --------------------------------------------------------- | --------------- | ----------------------------------------------- |
| المساحة (كم2)                                             | 448.98 ألف      | 348                                             |
| عدد السكان (نسمة)                                         | 32.39 مليون     | 107.83 ألف                                      |
| الكثافة السكانية (ن./كم²)                                 | 72.14           | 30.99 ألف                                       |
| العاصمة                                                   | طشقند           | سانت جورجز                                      |
| اللغة الرسمية                                             | اللغة الأوزبكية | لغة إنجليزية، لغة غرينادا الكريولية الإنجليزية ‏ |
| العملة                                                    | سوم أوزبكستاني  | دولار شرق الكاريبي                              |
| الناتج المحلي الإجمالي (بليون دولار)                      | 48.72 مليار     | 1.12 مليار                                      |
| الناتج المحلي الإجمالي (تعادل القوة الشرائية) بليون دولار | 190.50 مليار    | 1.45 مليار                                      |
| الناتج المحلي الإجمالي الاسمي للفرد دولار أمريكي          | 2.13 ألف        | 9.21 ألف                                        |
| الناتج المحلي الإجمالي للفرد دولار أمريكي                 | 5.57 ألف        | 12.43 ألف                                       |
| مؤشر التنمية البشرية                                      | 0.675           | 0.750                                           |
| رمز المكالمات الدولي                                      | +998            | +1473                                           |
| رمز الإنترنت                                              | .uz             | .gd                                             |
| المنطقة الزمنية                                           | ت ع م+05:00     | 00                                              |

## منظمات دولية مشتركة
يشترك البلدان في عضوية مجموعة من المنظمات الدولية، منها:
| علم المنظمة | اسم المنظمة                               | تاريخ انضمام أوزبكستان | تاريخ انضمام غرينادا |
| ----------- | ----------------------------------------- | ---------------------- | -------------------- |
|             | الاتحاد البريدي العالمي                   | ?                      | ?                    |
|             | يونسكو                                    | 26 أكتوبر 1993         | 17 فبراير 1975       |
|             | البنك الدولي للإنشاء والتعمير             | 21 سبتمبر 1992         | 27 أغسطس 1975        |
|             | وكالة ضمان الاستثمار متعدد الأطراف        | 4 نوفمبر 1993          | 12 أبريل 1988        |
|             | الاتحاد الدولي للاتصالات                  | 10 يوليو 1992          | 17 نوفمبر 1981       |
|             | منظمة الشرطة الجنائية الدولية             | ?                      | ?                    |
|             | مؤسسة التمويل الدولية                     | 30 سبتمبر 1993         | 28 أغسطس 1975        |
|             | الأمم المتحدة                             | 2 مارس 1992            | 17 سبتمبر 1974       |
|             | مؤسسة التنمية الدولية                     | 24 سبتمبر 1992         | 28 أغسطس 1975        |
|             | منظمة حظر الأسلحة الكيميائية              | ?                      | ?                    |
|             | المركز الدولي لتسوية المنازعات الاستشارية | 25 أغسطس 1995          | 23 يونيو 1991        |

## وصلات خارجية
- موقع وزارة الخارجية الأوزبكستانية